# Wellings Landsbymuseum

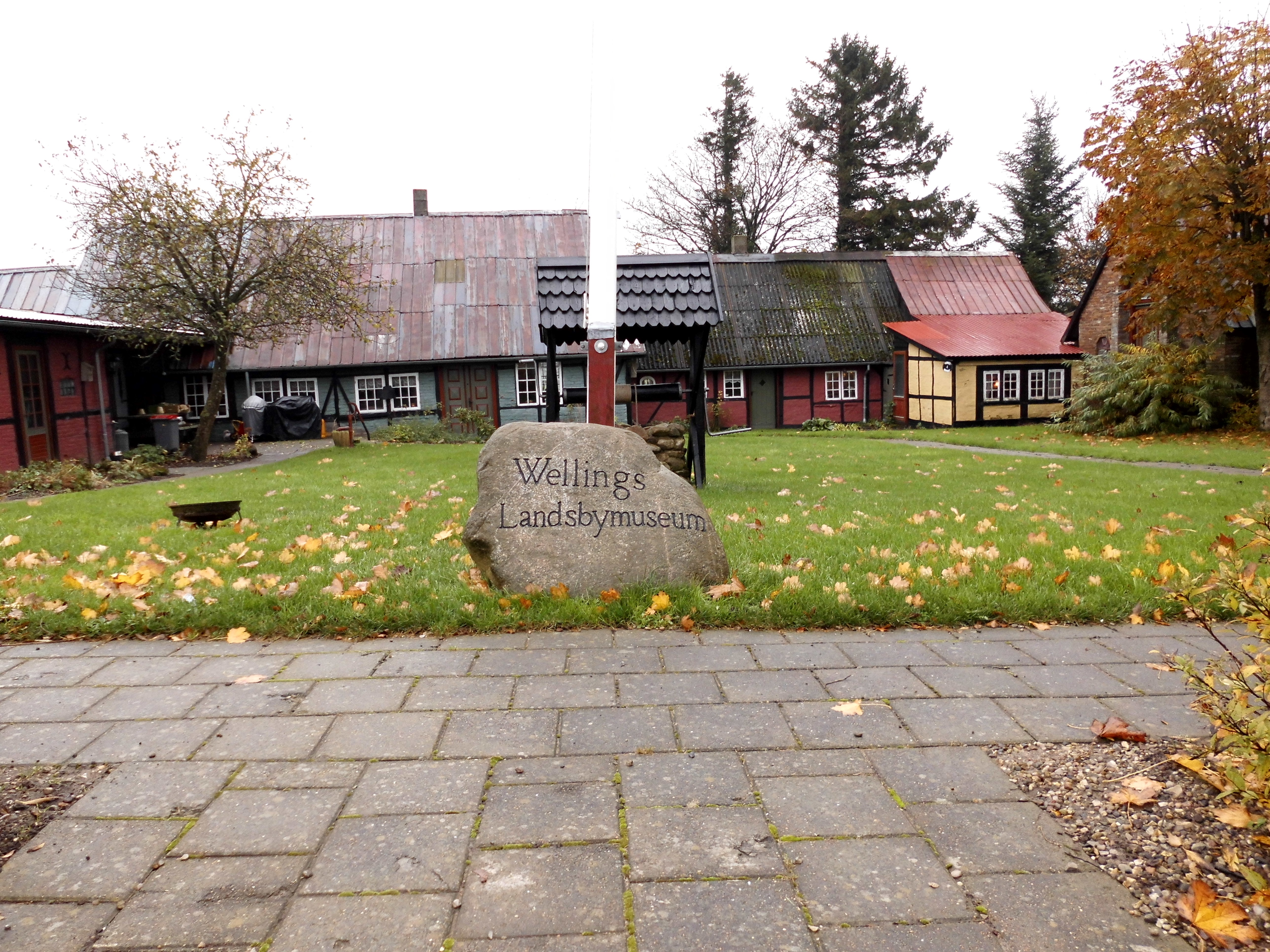
Wellings Landsbymuseum 2014

Wellings Landsbymuseum ist ein Freilichtmuseum in Lintrup, Dänemark.
Von 1971 an bis zu seinem Tod sammelte der dänische Kunstmaler und Sammler Søren Welling (* 1917 in Skanderup bei Lunderskov; † 1996) erhaltenswürdige und seltene Gebrauchsgegenstände. 1964 zog er in das Dorf Mejlby und begann dort 1973 mit dem Aufbau eines Museumsdorfes, in dem das Leben um etwa 1900 dargestellt wird. Beim Aufbau der einzelnen Häuser wurden ausschließlich alte Materialien aus der Umgebung wiederverwertet. Nach und nach entstanden mehrere Gebäude, die miteinander verbunden sind und den Gesamteindruck eines kleinen Dorfes entstehen lassen. Hier gibt es unter anderem eine Kirche, ein Lebensmittelgeschäft, Gaststube, Friseursalon, Postamt und verschiedene Wohn- und Schlafräume zu besichtigen ebenso wie historische landwirtschaftliche Maschinen und Geräte. 